# Tritt auf die Glaubensbahn, BWV 152

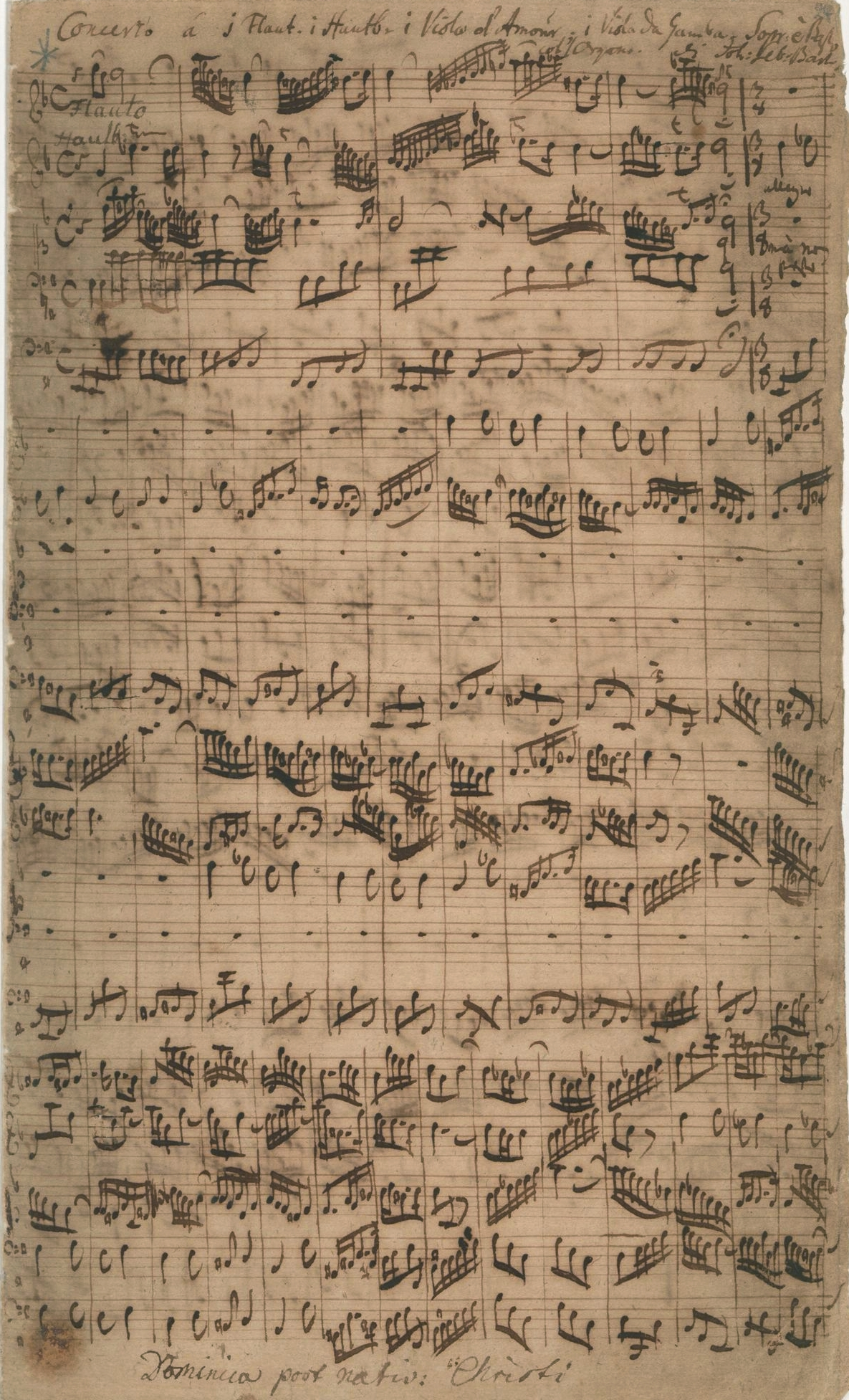
Manuscrito autógrafo de la sinfonia de apertura de la cantata.

Tritt auf die Glaubensbahn, BWV 152 (en español, Paso sobre el camino de la fe) es una cantata de iglesia de Johann Sebastian Bach. Compuso esta cantata de diálogo en Weimar para el domingo después de Navidad y se estrenó el 30 de diciembre de 1714.

## Historia y texto
El 2 de marzo de 1714, Bach fue nombrado maestro de conciertos de la capilla de la corte de Weimar de los duques correinantesGuillermo Ernesto y Ernesto Augusto I de Sajonia-Weimar-Eisenach. Como concertista, asumió la responsabilidad principal de componer nuevas obras, específicamente cantatas para la Schlosskirche (iglesia del palacio), con carácter mensual. Compuso la cantata para el domingo después de Navidad. Las lecturas prescritas para el domingo fueron de la Epístola a los gálatas, a través de Cristo somos libres de la ley (Gálatas 4:1-7), y del Evangelio de Lucas, Simeón y Ana hablando con María (Lucas 2:33-40). El evangelio es el pasaje que sigue al cántico de Simeón. El texto de la cantata lo escribió Salomo Franck, el poeta de la corte de Weimar, quien lo publicó en Evangelisches Andachts-Opffer en 1715. El evangelio se refiere a Isaías (Isaías 8:14-15) y el Salmo 118 (Salmos 118:22), y menciona «una piedra de tropiezo y una piedra de ofensa» y la «piedra que los constructores rechazaron». El poeta se refiere a esto, afirmando que Dios puso la piedra de fundación y que el hombre no debería ofenderse. Entonces se dirige a Jesús como una piedra más allá de todas las gemas. El texto de la cantata es un diálogo de Jesús y el Alma y concluye con un dúo, pidiendo rechazar el «mundo» y seguir a Jesús. Esta cantata es el primer ejemplo existente de diálogo, usado nuevamente en el tercer ciclo anual de cantatas de Bach escrito en Leipzig.
Bach interpretó por primera vez la cantata el 30 de diciembre de 1714.

## Partitura y estructura
La cantata en seis movimientos tiene partitura para dos solistas (soprano y bajo) y cuatro instrumentos solistas: flauta dulce, oboe, viola de amor, viola da gamba y bajo continuo. El propio Bach escribió en la partitura existente «Concerto à 1 Flaut. 1 Hautb. 1 Viola d'Amour. 1 Viola da Gamba. Sopr. è Baßo coll' Organo». La cantata es la única de Bach que usa la viola de amor.
1. Sinfonia
2. Aria (bajo): Tritt auf die Glaubensbahn
3. Recitativo (bajo): Der Heiland ist gesetzt
4. Aria (soprano): Stein, der über alle Schätze
5. Recitativo(bajo): Es ärgre sich die kluge Welt
6. Dueto (soprano, bajo): Wie soll ich dich, Liebster der Seelen, umfassen?

## Música
La cantata es música de cámara íntima para solo dos voces, soprano y bajo, y cuatro instrumentos solistas. Christoph Wolff señala los «efectos coloridos y delicados que se pueden lograr con este elenco».
La sinfonia de apertura en dos secciones recuerda a una obertura francesa, que Bach había usado con un significado en Nun komm, der Heiden Heiland, BWV 61, unas semanas antes. El tema de la fuga es similar al de la fuga para órgano de Bach, BWV 536. La fuga es una de las pocas fugas instrumentales en las cantatas de Bach.
La primera aria se entrega al bajo, que invita al Alma (y al oyente) a «pisar el camino de la fe». Se acompaña de un oboe obbligato y parece ilustrar el camino (Glaubensbahn) en escalas. El recitativo se divide en dos secciones, siguiendo el contraste de «böse Welt» (mundo malvado) y «seliger Christ» (cristiano bendito) en recitativo y arioso. Las palabras «zum Fall» (para destrucción) (literalmente: para otoño) se representan en un salto descendente de una décima. La segunda aria, cantada por la soprano, es como una oración. La sección central tiene solo cuatro medidas de largo y la repetición de da capo se acorta. La voz está acompañada por flauta y viola de amor.
El dúo final, un dúo de amor de Jesús y el Alma, está estructurado en secciones, separadas por partes del ritornello que se repite completamente al final. Cada sección contiene primero un diálogo, luego un canon que ilustra la unidad. Klaus Hofmann señala: «Con su ritmo de baile, que recuerda a un concierto, la música ilustra deliciosamente la imagen del corazón volviéndose hacia la santa unidad».

## Grabaciones
- Les Grandes Cantates de J. S. Bach Vol. 15, Jürgen Jürgens, Leonhardt-Consort, Agnes Giebel, Jacques Villisech, Telefunken 1964
- Bach Kantaten, Vol. 3: BWV 63, BWV 40, BWV 152, Diethard Hellmann, Bachorchester Mainz, Agnes Giebel, Jakob Stämpfli, DdM-Records Mitterteich  late 1960s?
- Die Bach Kantate Vol. 64, Helmuth Rilling, Gächinger Kantorei, Bach-Collegium Stuttgart, Arleen Augér, Wolfgang Schöne, Hänssler 1976
- J. S. Bach: Das Kantatenwerk · Complete Cantatas · Les Cantates, Folge / Vol. 37 – BWV 152–156, Nikolaus Harnoncourt, Concentus Musicus Wien, soloist of the Tölzer Knabenchor, Thomas Hampson, Teldec 1985
- J. S. Bach: Kantaten, Jérôme Lejeune, Ricercar Consort, Greta De Reyghere, Max van Egmond, Teldec 1985
- J. S. Bach: Complete Cantatas Vol. 2, Ton Koopman, Amsterdam Baroque Orchestra, Barbara Schlick, Klaus Mertens, Antoine Marchand 1995
- J. S. Bach: Cantatas Vol. 5 – Cantatas from Leipzig 1723 – BWV 18, 143, 152, 155, 161, Masaaki Suzuki, Bach Collegium Japan, Midori Suzuki, Peter Kooy, BIS 1997
- Bach Edition Vol. 15 – Cantatas Vol. 14, Pieter Jan Leusink, Netherlands Bach Collegium, Ruth Holton, Bas Ramselaar, Brilliant Classics 2000
- Bach Cantatas Vol. 16: New York / For the Sunday after Christmas, John Eliot Gardiner, English Baroque Soloists, Gillian Keith, Peter Harvey, Soli Deo Gloria 2000
- Bach: Dialogue Cantatas · Dialogkantaten, Rainer Kussmaul, Berliner Barock Solisten, Dorothea Röschmann, Thomas Quasthoff, Deutsche Grammophon 2007